# Chýnov
Chýnov (Duits: Chejnow) is een Tsjechische stad in de regio Zuid-Bohemen, en maakt deel uit van het district Tábor.
Chýnov telt 2163 inwoners.
Bezienswaardig is de grot van Chýnov.

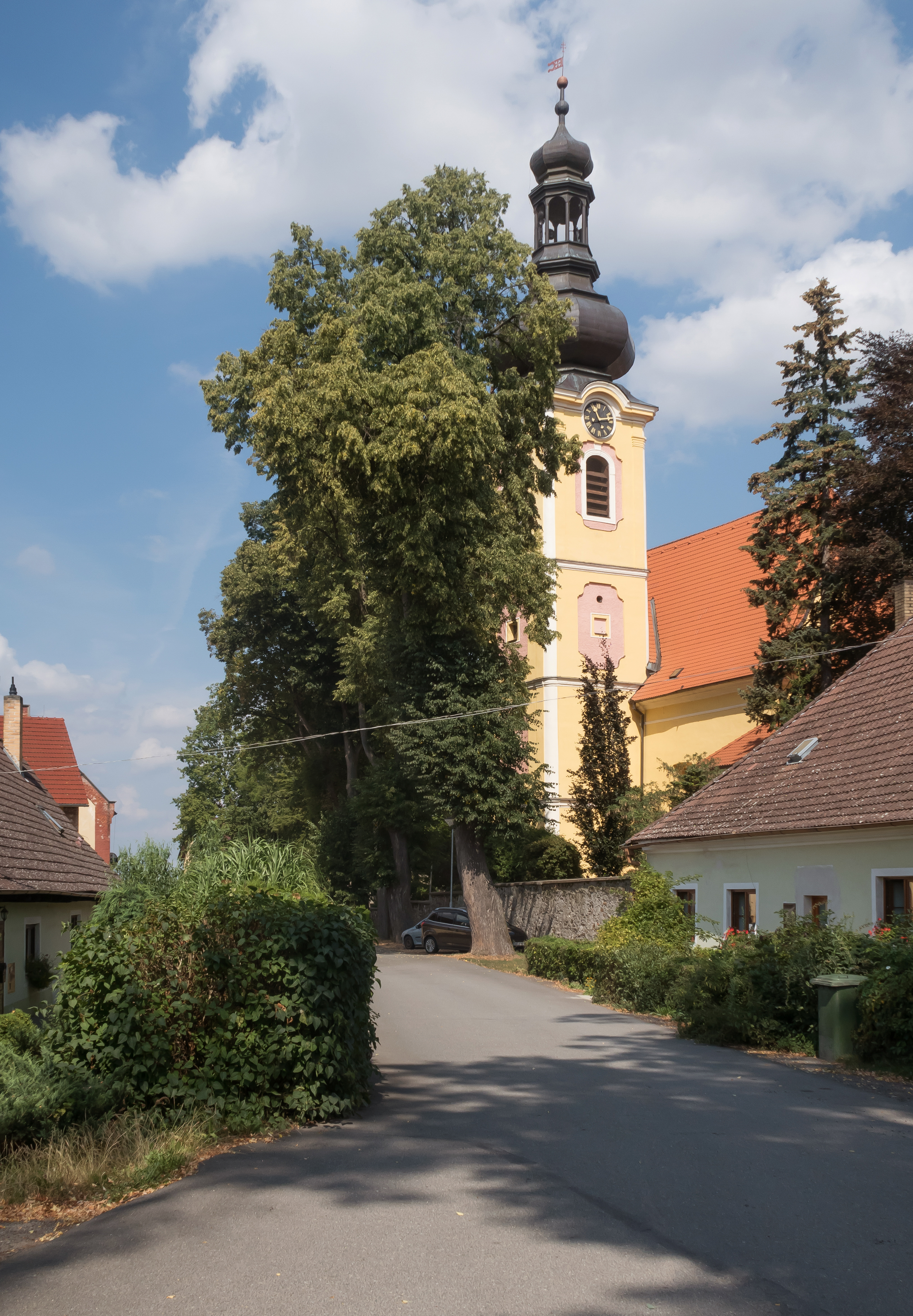
Chýnov, kerk: kostel Nejsvětější Trojice